# Arthur Edwin Hill
Arthur Edwin Hill (9 januari 1888- ?) was een Brits waterpolospeler.
Hill nam als waterpoloër eenmaal deel aan de Olympische Spelen; in 1912. In 1912 maakte hij deel uit van het britse team dat het goud wist te veroveren.
Charles Sydney Smith · 
George Cornet · 
George Wilkinson · 
Charles Bugbee · 
Arthur Edwin Hill · 
Paul Radmilovic · 
Isaac Bentham